# Mandawal
Mandawal fou un estat tributari protegit, una thikana feudatària de Jaora (inicialment a l'agència de Bhopawar i després a la de Malwa).
La família governant era anomenada Tikai, i era la branca jove del Chandra Bansi rajputs dòdia (un dels 36 clans rajputs); els dòdies havien viscut a Multan i Sind als segles xii i xiii però el XIV van emigrar a Gujarat i van establir el seu regne a l'entorn de Junagarh (abans Girnar) sota Raja Phul Singh Dodia; els van succeir diversos rawats: Soorsinghji, Rawat Chandrabhansinghji, Krishnaji, Chalotji i Arjundasji. Un germà d'un d'aquests rawats va emigrar a Mewar on va entrar al servei dels raja Rajmata de Chittorgarh; va demostrar el seu valor en diverses batalles, especialment a la batalla de Haldighati, i va rebre en recompensa el jagir de Lawa o Lava (després Sardargarh). Rawat Singhraoji va emigrar de Gujarat i es va establir a Malwa, a Sewana; el van succeir rawat Kalusinghji, rawat Dulehsinghji, rawat Pachoji, rawat Sawganji, rawat Ramsinghji, rawat Akhaybhanji i rawat Puraji, el fill gran del qual rawat Jagatsinghji, va fundar Mandawal; rawat Chatrasalsinghji va fundar el jagir de Naveli; rawat Sawalsinghji va fundar el jagir de Piploda; i rawat Pharasramji van fundar el jagir de Chandrawta, tots a Malwa. Rawat Amarsinghji, fill gran de Rawat Jagatsinghji va ser el successor a Mandawal mentre el seu germà petit Pratapsinghji fundava Sunkhera a Malwa; posteriorment Mandawal va esdevenir un jagir dels Sindhia de Gwalior i va quedar garantit pels britànics. El darrer sobirà fou Ram Pratap Singh, que governava Mandawal i un terç de Panth Piplodia.

## Llista de rawats
- Rawat GAJSINGHJI
- Rawat AJABSINGHJI
- Rawat KIRTISINGHJI
- Rawat GUMANSINGHJI
- Rawat NATHUSINGHJI
- Rawat BHIMSINGHJI
- Rawat SHIVSINGHJI
- Rawat SHIVSINGHJI
- Rawat FATEHSINGHJI
- Rawat KESRISINGHJI
- Rawat RATAN SINGHJI, mort 1943
- Rawat RAMPRATAP SINGH DODIA (adoptat, fill de Rawat Daulat Singh de Sunkhera)